# Turdus obscurus
O tordo-escuro ou tordo-de-cabeça-cinzenta (Turdus obscurus) é uma ave da família Turdidae.
Nidifica na Sibéria e inverna no sueste da Ásia, sendo muito raro na Europa.

## Subespécies
A espécie é monotípica (não são reconhecidas subespécies).